# Jeff Lynne
Jeffrey "Jeff" Lynne (sinh ngày 30 tháng 12 năm 1947) là nhạc sĩ, ca sĩ và nhà sản xuất âm nhạc người Anh, nổi tiếng trong vai trò thủ lĩnh và là thành viên trụ cột còn lại duy nhất của ban nhạc Electric Light Orchestra. Sau này, ông còn là người đồng sáng lập nên siêu ban nhạc Traveling Wilburys cùng George Harrison, Bob Dylan, Roy Orbison và Tom Petty.
Lynne là nhà sản xuất cho nhiều nghệ sĩ nổi tiếng như The Beatles, Paul McCartney, Ringo Starr, Brian Wilson, Randy Newman, Roy Orbison, Dave Edmunds, Del Shannon và Tom Petty. Ông cũng đồng sáng tác các ca khúc của Harrison và Petty, trong đó có album Cloud Nine đồng sản xuất bởi Lynne và Harrison. Những sáng tác nổi tiếng nhất của ông bao gồm "Livin' Thing", "Evil Woman", "Turn to Stone", "Do Ya", "Strange Magic", "Sweet Talkin' Woman", "Telephone Line", "Mr. Blue Sky", "Hold on Tight", "Don't Bring Me Down", "When We Was Fab", "I Won't Back Down", "Free Fallin'", "Handle with Care" và "End of the Line".
Năm 2008, tờ The Washington Times xếp Lynne ở vị trí số 4 trong danh sách những nhà sản xuất âm nhạc vĩ đại nhất. Năm 2014, ông được tặng ngôi sao trên Đại lộ Birmingham ở thành phố quê hương.